# Bundesstraße 429
Pour les articles homonymes, voir Route 429.
La Bundesstraße 429 est une Bundesstraße du Land de Hesse.

## Géographie
La Bundesstraße 429 est l'une des plus courtes Bundesstraße. Elle fait partie du Gießener Ring, le périphérique de Gießen.
La B 429 se compose de trois liaisons (du nord au sud) :
1. Wettenberg (jonction vers l'A 480 direction Gießener Nordkreuz)
2. Gießen-Ouest (sortie vers le centre-ville ou vers la zone industrielle ouest)
3. Lahnfelddreieck (elle rejoint la B 49 en direction de Wetzlar/Bergwerkswald)

## Histoire
La route Limbourg-Gießen, construite dans les années 1960 et au début des années 1970, a d'abord la désignation B 429 dans la section allant de la jonction Weilburg-Ouest au Gießener Ring. La B 49 menait de Weilburg-Ouest sur l'ancien trajet de l'ancienne Reichsstraße à travers le centre-ville de Weilbourg jusqu'à la jonction du zoo par Braunfels et Solms jusqu'à Wetzlar, à travers le sud du centre-ville avec la B 277 et de la jonction Wetzlar-Franzenburg par Dutenhofen et Kleinlinden dans le centre-ville de Giessen. Le contournement ouest du périphérique de Gießen (achevé au début des années 1970) et la transition sud du périphérique de Gießen avec le viaduc de Kleinlinden (ouvert le 12 novembre 1979) portent initialement la désignation B 429. Seule la section Weilburg-Ouest à Limbourg de la nouvelle autoroute Gießen-Limbourg (également connue sous le nom de Schnellstraße ou Lahn-Schnellweg) porte la désignation B 49, car la nouvelle route est essentiellement sur le tracé de l'ancienne Reichsstrasse 49 (R 49). À l'époque de l'essor de la construction d'autoroutes en République fédérale d'Allemagne, la B 429 est à l'époque l'axe est-ouest le plus important du centre de la Hesse.
Dans le cadre du concept de gradation du gouvernement fédéral pour les Bundesstraßen, l'ancienne route de la B 49 entre Weilburg et Gießen est progressivement abandonnée. En 1980, la section Tiergarten Weilburg-Braunfels-Wetzlar (Leitzplatz) est déclassée en Landesstraße (L 3451). La section Weilburg-West-Stadtmitte-Tiergarten est nommée d'après la B 456 prolongée. Cependant, en raison d'une erreur formelle, certaines parties de la B 49 ne sont pas reliées. Le passage nord-sud de la ville de Wetzlar (Karl-Kellner-Ring-Bergstrasse-Frankfurter Strasse) a le nom de B 277. L'ancienne B 429 entre Weilburg-Ouest et la jonction Wetzlar-Est, la jonction avec l'A 45, a la désignation B 49. La voie rapide de Wetzlar-Est par Lahnau au Gießener Ring conserve la désignation B 429. La section de la "vieille Reichsstrasse 49" de Wetzlar (Franzenburg) par Dutenhofen et Kleinlinden à Gießen conserve la désignation traditionnelle B 49 jusqu'en 1988.
En 1988, les planificateurs de la circulation responsables décident d'abandonner les dernières parties de la "vieille route". Dans le même temps, dans le cadre du « concept de gradation des Bundesstraßen parallèles à l'autoroute », toutes les Bundesstraßen de la zone urbaine de Giessen (B 3, B 49, B 457) doivent devenir des routes locales. Les villes de Giessen et Wetzlar s'y opposent, car elles craignent des inconvénients en termes d'entretien des routes. Malgré la contradiction, la route à quatre voies de Wetzlar-Est par Lahnau au Gießener Ring est rebaptisée B 49.
Depuis 1988, toute la longueur de la voie rapide entre Gießen-Bergwerkswald (sortie de l'A 485) et Limbourg-Nord (sortie de l'A 3) s'appelle B 49, et seul le contournement ouest du Gießener Ring porte encore le nom de B 429. Pendant trois ans, deux routes entre Gießen et Wetzlar ont la désignation B 49. Les villes de Gießen et Wetzlar concluent un accord avec le ministère fédéral des Transports selon lequel les sections du centre-ville des anciennes routes fédérales seraient en grande partie réhabilitées avec des fonds fédéraux dans le cadre de la gradation.
En 1995, la partie sud de la B 277 est déclassée en Landesstraße, il n'y a plus de Bundesstraße dans la ville de Wetzlar, comme dans la ville de Gießen.

## Source
- (de) Cet article est partiellement ou en totalité issu de l’article de Wikipédia en allemand intitulé « Bundesstraße 429 » (voir la liste des auteurs).

1. ↑  (de) « Die Bundes- und Reichsstraßen in Deutschland - Nr. ab 399 » [archive du 15 octobre 2008], sur home.arcor.de (consulté le 18 juillet 2025)